# Paul Krause (Politiker, 1894)

Paul Krause

Paul Krause (* 27. November 1894 in Raguhn; † 21. August 1954 in Holzgerlingen) war ein deutscher Politiker (NSDAP).

## Leben und Wirken
Nach dem Besuch der Bürgerschule in Raguhn absolvierte Paul Krause von 1909 bis 1912 eine kaufmännische Lehre. Ergänzend dazu wurde er an der Handelsschule in Dessau unterrichtet. Nachdem er in den Jahren 1912 bis 1914 kaufmännisch tätig gewesen war, nahm er ab 1914 am Ersten Weltkrieg teil, aus dem er 1917 als Kriegsbeschädigter zurückkehrte. Anschließend war er erneut in angestellter Funktion kaufmännisch tätig, um sich 1919 mit einem eigenen Unternehmen selbstständig zu machen.
Von 1920 bis 1927 saß Krause für die Deutschnationale Volkspartei im Kreistag von Dessau. 1931 wurde er Stadtverordneter und Stadtverordnetenvorsteher in Raguhn. Für die NSDAP, der er zum 1. März 1930 beitrat (Mitgliedsnummer 204.754), wurde er 1932 Landtagsabgeordneter in Anhalt. Im selben Jahr wurde er außerdem Mitglied des Landesverwaltungsgerichts.
Am 7. Februar 1931 wurde Krause zum Kreisleiter der NSDAP im Kreis Dessau-Land ernannt.
Am 5. November 1935 zog Paul Krause im Nachrückverfahren für den verstorbenen Reichstagsabgeordneten Wilhelm Friedrich Loeper in den nationalsozialistischen Reichstag ein, in dem er bis zum März 1936 den Wahlkreis 10 (Magdeburg) vertrat. Zwar kandidierte er bei der Reichstagswahl am 29. März 1936 erneut, erhielt aber kein Mandat mehr.